# Вежня
Вежня — река в России, протекает в Атяшевском районе Республики Мордовия. Устье реки находится в 13 км по правому берегу реки Нуя. Длина реки составляет 15 км, площадь водосборного бассейна 110 км².
Исток реки в селе Козловка в 16 км к северо-западу от посёлка Атяшево. Вежня течёт на запад, в среднем течении протекает село Чукалы-на-Вежне. Притоки — Каняша, Элделей (левые); Калымаза (правый). Впадает в Ную у села Низовка на границе с Ичалковским районом.

## Данные водного реестра
По данным государственного водного реестра России относится к Верхневолжскому бассейновому округу, водохозяйственный участок реки — Алатырь от истока и до устья, речной подбассейн реки — Сура. Речной бассейн реки — (Верхняя) Волга до Куйбышевского водохранилища (без бассейна Оки).
Код объекта в государственном водном реестре — 08010500212110000038734.